# Jan Skowroński
Jan Skowroński ps. Cygan, (ur. 5 lutego 1922 w Dmochach-Rodzonkach, zm. 29 lipca 1948 w Białymstoku) – żołnierz NSZ i NZW, funkcjonariusz Urzędu Bezpieczeństwa Publicznego.
Od 1942 należał do Narodowych Sił Zbrojnych. W 1944 na rozkaz organizacji został funkcjonariuszem powiatowego Urzędu Bezpieczeństwa Publicznego (UBP) w Wysokiem Mazowieckiem. W 1945, po ukończeniu Centralnej Szkoły MBP został kierownikiem Powiatowego Urzędu Bezpieczeństwa Publicznego (PUBP) w Wyrzysku. W tym samym roku, zagrożony dekonspiracją i aresztowaniem, zdezerterował i przystąpił do NSZ, a w sierpniu 1945 rozpoczął działalność w NZW. Początkowo był w ochronie sztabu Komendy Okręgu NZW Białystok, a od listopada 1945 do lutego 1946 w III Brygadzie NZW dowodzonej przez Romualda Rajsa „Burego”. Po częściowej demobilizacji Brygady został  szefem Wydziału I (organizacyjnego) w Komendzie Powiatu Wysokie Mazowieckie NZW. W kwietniu 1947 skorzystał z amnestii i ujawnił się, jednak zagrożony aresztowaniem wrócił do konspiracji.
3 lipca 1947 został otoczony przez grupę operacyjną UB, został ranny i nie mając szans na ucieczkę usiłował popełnić samobójstwo, strzelając sobie w głowę. Został odratowany, choć skutkiem postrzału był częściowy paraliż. W czasie śledztwa nie wytrzymał tortur i wydał kilkaset osób działających w konspiracji z okręgu Białostoczyzny. 31 maja 1948 skazany na karę śmierci i 29 lipca 1948 rozstrzelany w białostockim więzieniu przez pluton egzekucyjny pod dowództwem Edwarda Kislera z WUBP.